# 弗萊克斯·劉易斯
詹姆士·「弗萊克斯」·劉易斯（英語：James "Flex" Lewis，1983年11月15日—）是一名威爾斯男健美運動員，連續七次贏得212級奧林匹克先生稱號。

## 生平
詹姆士·劉易斯出生於拉內利。12歲時發現了一本關於湯姆·普拉茲的書，開始對健美產生興趣。他聲稱，正是普拉茲的腿激發了自己加入健身房並開始健身。此外，阿諾·史瓦辛格也是小時候的偶像之一。某日，他在父親的棚子，發現了塑膠砝碼。不顧父母的禁止，將砝碼藏在床下，每天晚上用來做各種練習，直到被父母發現並收回。15歲時，劉易斯第一次走進健身房。高中時打過美式足球，他得為這項運動增加一些體型。在遇到名叫史蒂夫·奈勒（Steve Naylor）的當地健美運動員後，被告知自己的體格有很大的潛力。他聽從了建議，並在奈勒那邊訓練了一年，然後才首次參加了健美比賽——少年威爾斯先生（Junior Mr. Wales），順利贏得比賽。
15歲時在左臂上印有紋身，聲稱隨著手臂變大，成年後紋身已完全伸展並變形在手臂周圍。美式足球隊還向劉易斯介紹了重量訓練以增加力氣，讓他有能力舉起龐大的重量並長時間堅持。
在2014年阿諾德精英賽上，他成為首位獲得212級冠軍的人。
他和家人住在美國佛羅里達州博卡拉頓。

## 外部連結
- 官方网站
- FLEXOnline （页面存档备份，存于）